# Liste von Schiffen mit dem Namen Aquila
Den Namen Aquila erhielten mehrere Kriegsschiffe italienischer Marinen.

## Herkunft
Aquila steht für Echte Adler, eine Gattung von Greifvögeln.

## Namensträger
- Aquila (16. Jh.), eine 1571 an der Seeschlacht von Lepanto beteiligte Galeone der Marine der Republik Venedig
- Aquila Volante (1697), ein venezianisches Linienschiff (70 Kanonen)
- Aquila (Valiera) (1698), ein Linienschiff (64 Kanonen) der Marine der Republik Venedig
- Aquila (1794), eine venezianische Korvette (32 Kanonen)
- Aquila (1795), eine Galeote der Marine des Königreichs beider Sizilien
- Aquila (1804), eine in Sardinien in Dienst gestellte Halbgaleere der Marine des Königreichs Sardinien-Piemont
- Aquila (1824), eine Brigantine der Marine des Königreichs beider Sizilien
- Aquila (1838), eine Korvette der Marine des Königreichs Sardinien-Piemont, die 1861 mit Übernahme in die italienische Regia Marina in Iride umbenannt wurde
- Aquila (1854), ein Aviso der Marine des Königreichs beider Sizilien und der Regia Marina
- Aquila (1916), Typschiff einer für Rumänien gebauten Zerstörerklasse, deren vier Einheiten kriegsbedingt in italienischen Diensten blieben und von denen dann zwei 1920 nach Rumänien und die anderen beiden 1937 nach Spanien verkauft wurden; Aquila ging 1950 als spanische Melilla außer Dienst
- Aquila (1943), ein nicht fertiggestellter italienischer Flugzeugträger, siehe Roma (Schiff, 1926)
- Aquila (F 542), eine Korvette der Albatros-Klasse, die von 1961 bis 1992 im Dienst der Marina Militare stand